# Trampoline

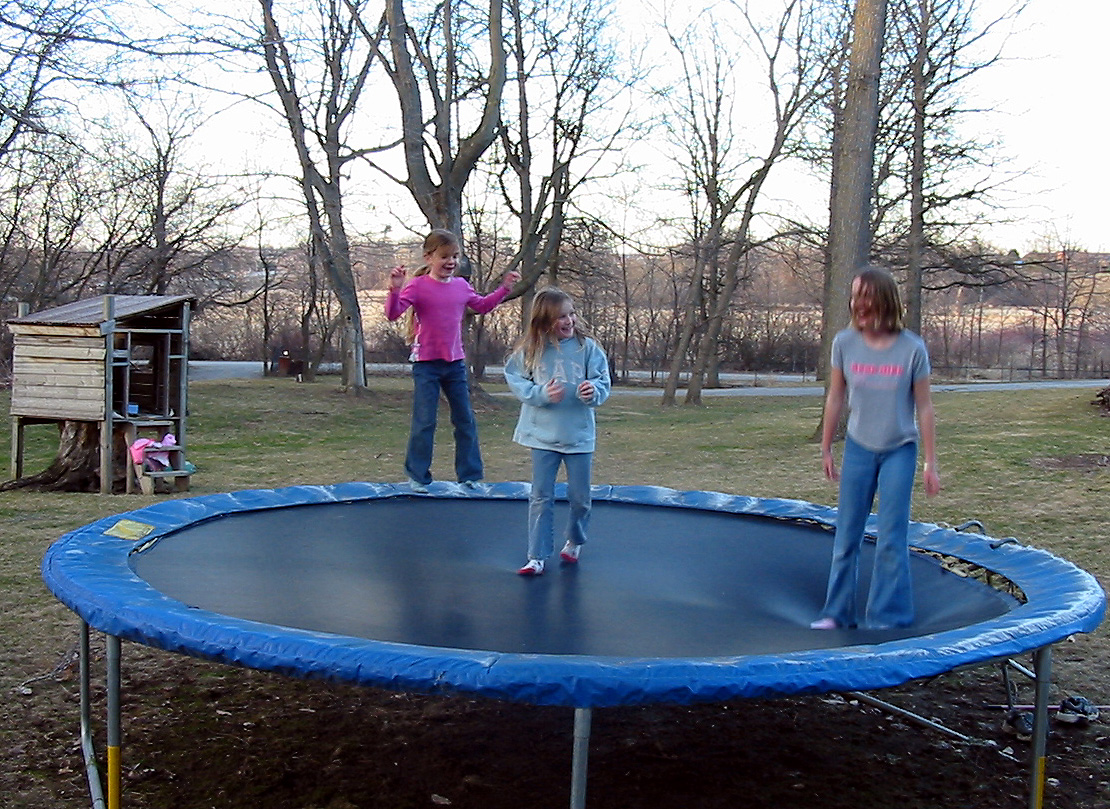
Trampoline voor thuisgebruik

Een trampoline is een strak gespannen vel waar men voor sport of ontspanning op kan springen en capriolen op kan uithalen. Trampolinespringen is bovendien een onderdeel van de gymnastieksport.
Op een trampoline maakt de trampolinespringer gebruik van een sterk verende matras en zijn eigen spierkracht om zich in verschillende standen in de lucht te laten veren. In de lucht maakt hij sprongen, draaien en overslagen, landt weer en begint opnieuw.

## Geschiedenis
Het oorspronkelijke trampolinespringen was afkomstig uit de circuswereld, tot het begin van de vorige eeuw was het uitsluitend een zaak voor artiesten. In 1926 ontstond in de Verenigde Staten een groep die het turnen op een verende matras tot een nieuwe tak van sport wilden ontwikkelen. Vooral George Nissen maakte zich bij de ontwikkeling van de trampoline en een lesmethode zeer verdienstelijk. Het 'trampolining' werd snel geaccepteerd als een nieuwe wedstrijdvorm. In het midden van de vijftiger jaren kwamen de eerste trampolines naar Europa. Op de Olympische Spelen van Sydney in 2000 werd het trampolinespringen een Olympische discipline binnen de gymnastieksport.
Niet alleen in turnverenigingen maar ook op vakantieterreinen, scholen en recreatieparken werd het nieuwe apparaat  met groot enthousiasme begroet. De trampoline kan in de buitenlucht, in een zaal, in zwembaden, gymnastieklokalen en op campings zonder veel moeite worden opgesteld. Soms wordt de trampoline ook weleens gewoon in de grond ingegraven of aaneengeschakeld opgesteld in een trampolinepark. De verklaring van de aantrekkingskracht van het trampolinespringen is wellicht dat men het gevoel krijgt op eigen kracht te kunnen zweven.

## Maten
Een wedstrijdtrampoline heeft een rechthoekig springvlak van 4,26 meter bij 2,13 meter (dit is het witte gedeelte waarop gesprongen wordt). Dit springvlak bestaat uit 4 mm en 4 mm gevlochten witte strings. Het vlak is onderverdeeld in een aantal vakken (door middel van rode lijnen) met een kruis in het midden. Dit rode kruis zorgt ervoor dat de springer kan zien waar het midden is en waar hij steeds moet proberen af te zetten om de veerkracht van de trampoline maximaal te benutten. Het witte springvlak is aan een metalen frame gemonteerd met 118 stalen veren. De totale afmeting van zo'n trampoline is 5,20 m bij 3,05 m. De trampoline staat 1,18 m boven de grond.
Er zijn ook aanzienlijk kleinere trampolines die bij diverse sporten gebruikt worden om op af te zetten.
Zo is er ook de dubbel-mini trampoline. Hierbij neemt men eerst een aanloop van ongeveer 20-25 meter. Nadien doet men 2 of 3 sprongen op de trampoline waarbij de 2de of 3de neerkomt op de valmat.
Bij de minitrampoline neemt men ook een aanloop maar doet men slechts 1 sprong op de minitrampoline en landt men nadien op de valmat. Daarnaast wordt de minitrampoline in het turnen op lagere niveaus gebruikt voor paardsprongen en andere toestelsprongen, als alternatief voor de springplank.
Trampolines voor thuisgebruik hoeven niet te voldoen aan de eisen van wedstrijdtrampolines en hebben daardoor verschillende maten en vormen. Deze trampolines zijn meestal rond met een zwart springvlak. Een trampoline is een gevoelig apparaat. Daarom zijn mensen vaak verplicht hun schoeisel uit te trekken. Het is veiliger om op sokken te springen in verband met letsel. Speciale trampolineschoentjes worden ook gebruikt.